# François-Louis Perne
François-Louis Perne (París, 4 d'octubre de 1772 - Laon (Picardia, 26 de maig de 1832) fou un compositor i musicòleg francès.
Entrà com a infant de cor en l'església de Saint Jacques; l'abat Haudimont, llavors director d'aquella li donà lliçons d'harmonia i contrapunt, progressant ràpidament. El 1792 entrà com a corista en l'Òpera, formant part d'aquella orquestra des de 1799 com a professor de contrabaix. Fou llavors com es donà a conèixer com a compositor per una Missa solemne i per una triple fuga a 4 veus, que oferia la particularitat de poder-se cantar també de dalt a baix.
Més tard es dedicà a l'estudi seriós i profund de la història i la teoria de la música, i el 1811 succeí a Catel com a professor d'harmonia del Conservatori de París, i en ser convertit aquest establiment en Escola Reial de Cant i Declamació (1816), fou nomenat inspector general del mateix i el 1819 bibliotecari, renunciant el 1822 a tots aquests càrrecs per a retirar-se a una finca de Laon amb l'objecte de poder consagrar-se per complet als seus treballs científics.
Les turbulències de 1830 l'obligaren a deixar el seu retir per a refugiar-se primer a Laon i després a París. Fétis comprà la seva biblioteca, i els seus manuscrits passaren a la del Conservatori. La majoria dels treballs de Perne tracten de la notació i de la història de la música dels grecs, de la història de la música en l'edat mitjana, etc., però quasi tots restaren inèdits, publicant-se tan sols en la Recue Musicale, de Fétis, els següents: Notice sur les manuscrits relatifs a la musique de l'Eglise grecque qui existent dans les principales bibliothèques de l'Europe, Quelques nations sur Josquin Després, Notice sur un manuscrit dutreizième siècle, Recherches sur la musique ancienne, Découverte...d'une notation inconnue jusqu'à ce jour, et antérioure de plusieurs siècles à celle qu'on atribuí à Pythagore; Nouvelle exposition de la Seméiographie musicale grecque, y Ancienne musique des chansons du chatelain de Coucy, mise en notation moderne. A més, se li deu, Cours d'harmonie et d'accompagnament (París, 1822), un Método de piano, i gran nombre de composicions religioses.